# Campionato francese di rugby a 15 1895-1896

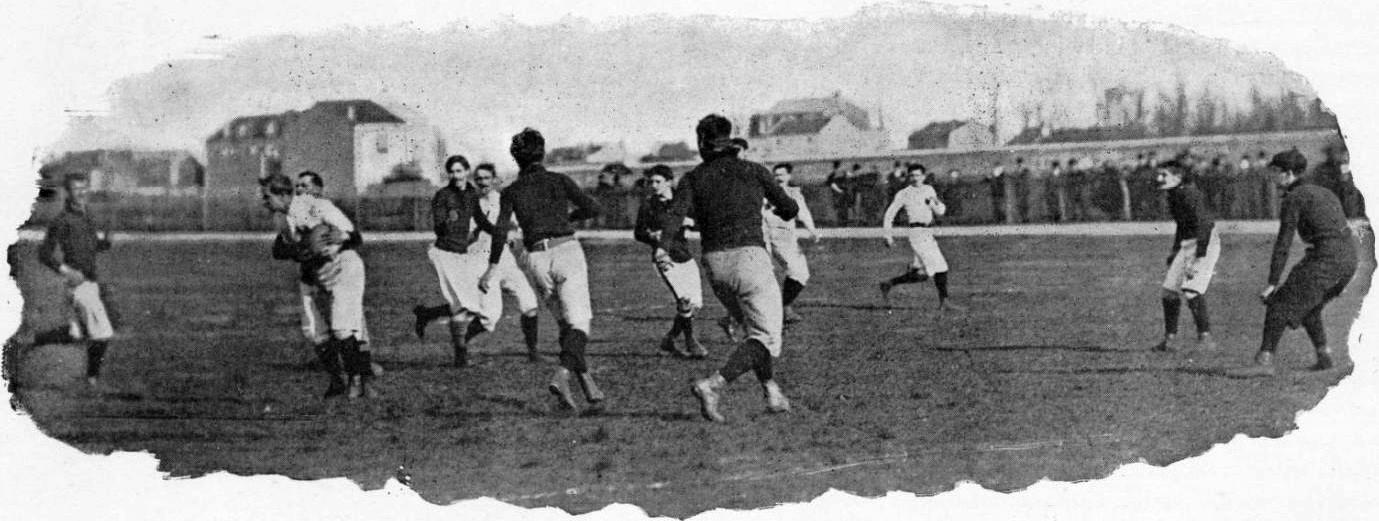
finale del campionato il 5 aprile 1896

Il Campionato francese di rugby a 15 1895-1896 fu la quinta edizione del Campionato francese di rugby a 15 e fu vinto dall'Olympique Paris che sconfisse lo Stade français in finale.
Il campionato fu disputato da cinque club parigini: Racing, Stade français, Cosmopolitan Club, Olympique e Union Sportive de l'Est. Olympique e Stade français, giunte prime a pari punti nel girone, si incontrarono in finale.

## Finale
| Arbitro: | Paul Jejeune |

| |            | |
| mete: 3 trasf. 2 | Marcatori  | |
| R. de Martel, Arnold Bideleux, Tom Potter, Hirtz, Loubery, A. de Martel, Poutney, A. de Longchamps, Gautier, Carcey, Sienkiewicz, Mathoux, Charcot, M. de Longchamps, C. Thorndike | Formazioni | Da Silva de Paranhos, Vernazza, Zurlo, Ellenberger, Henri Amand, Billings, Hadley, Dumaine, Dedet, Mielvacque, Trupel, Rozet, J. Olivier, Laguiller, Lefebvre |